# Жирар-де-Сукантон, Артур
Арту́р Жира́р де Суканто́н (нем. Arthur Girard de Soucanton; 7 марта [19 марта] 1819, Ревель ― 8 октября [20 октября] 1884, там же) ― российский барон, предприниматель и политик. Бургомистр Ревеля в 1876―1883 годах.

## Биография

### Происхождение
Семья Жирар де Сукантон происходила из французской провинции Лангедок-Руссильон. В XVIII веке её представители проживали в северной Германии в городах Растеде и Ольденбург. Во времена правления Екатерины II переселились в Российскую империю. В 1862 году их дворянское достоинство было подтверждено указом императора. 
Жирар де Сукантоны в России были видными представителями предпринимательских и чиновничьих кругов. Дед Артура, Иоганн Карл Жирар (он же Иоганн Карл-старший, 1732―1799) и его сын Иоганн Карл-младший (1785―1868) ― отец Артура, с ранних своих лет занимались торговлей. Мать Артура, Элеонора Кристина Иоганна фон Шойрман (1786―1861) принадлежала к роду балтийских немцев. Братья: Эдмунд Жирар де Сукантон (1810―1861); Теодольф Жирар де Сукантон (1812―1878) ― полковник лейб-гвардии Семёновского полка; Иоганн Карл «Джон» Жирар де Сукантон (1826―1896) ― основатель цементного завода в Кундa. В 1862 году указом императора Александра II род Жирар де Сукантон за заслуги Иоганна Карла на поприще обширной торговой деятельности был возведён в баронское достоинство. 13 марта 1865 года имя семьи было внесено в матрикул Эстляндского рыцарства.

### Предпринимательская и политическая деятельность
С 1841 по 1862 год Артур Жирар де Сукантон был директором порта города Кунда, который был основан ещё его дедом прежде всего, с целью импорта соли из Франции и Англии и экспорта различных товаров из России.

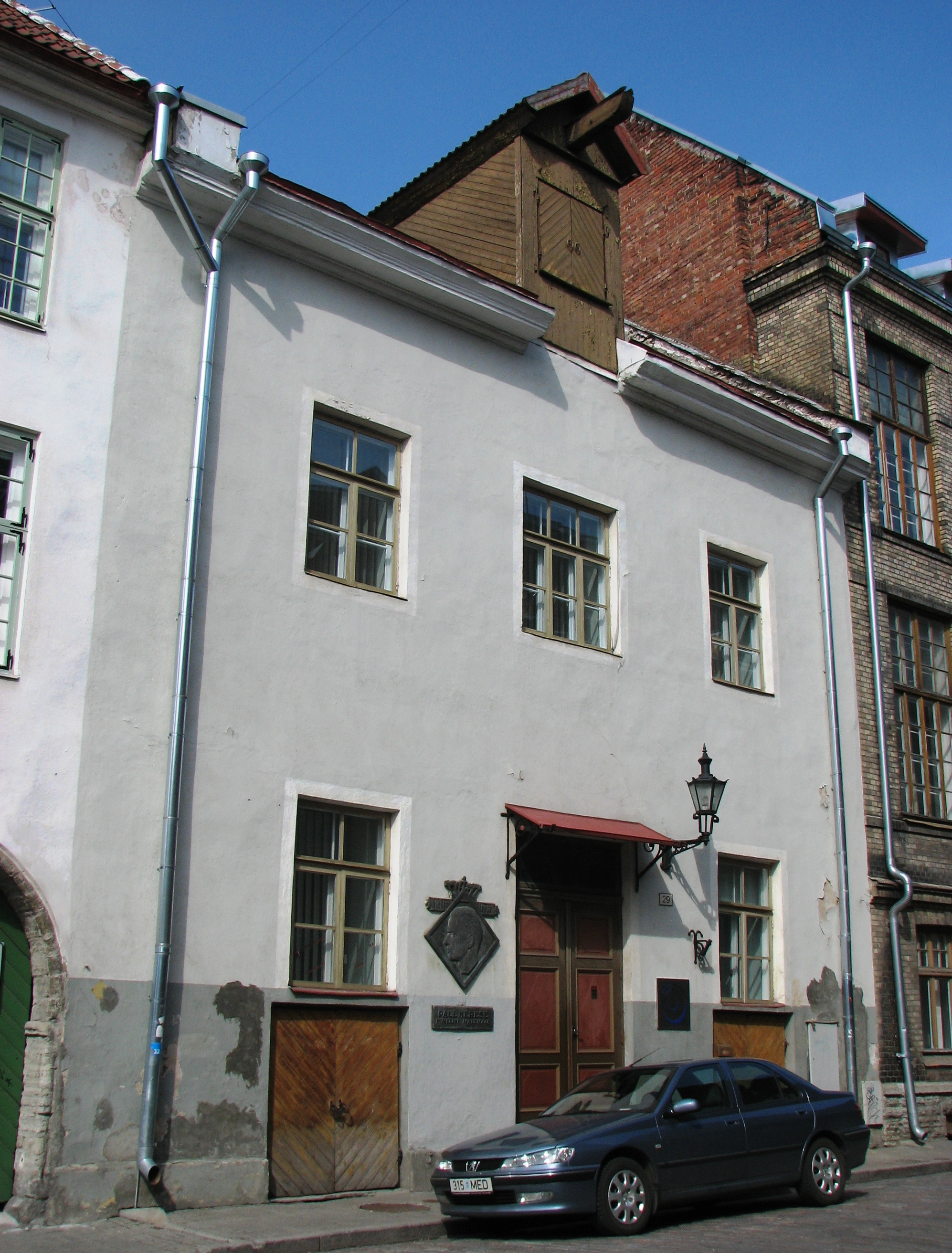
Дом Артура Жирар де Сукантон по адресу улица Вене, 29.

Также Артур занимался политической деятельностью. С 1864 по 1876 он был членом городского совета в Ревеле, а в 1876―1883 годах занимал пост бургомистра Таллинна. Те же самые должности занимал его отец Иоганн Карл Жирар-младший (член городского совета с 1805 по 1864 год и мэр в 1837―1864 годах) и его дед Иоганн Карл Жирар-старший (1732―1799, член городского совета с 1797 по 1798 и бургомистр в 1798―1799 годах).
После того, как его старший брат Эдмунд (1810―1861) утонул рядом с островом Большой Врангель, Артур Жирар де Сукантон, и после смерти отца в 1868 году, был совладельцем фирмы Томас Клейхиллс и сын (Thomas Clayhills & Son), а с 1872 года ― её руководителем. Компания осуществляла значительную часть эстонского импорта и экспорта. Была учреждена ещё в 1633 году, за всю историю своего существования переходила в собственность разным семьям (с 1782 года принадлежала роду Жирар де Сукантон) и меняла название.

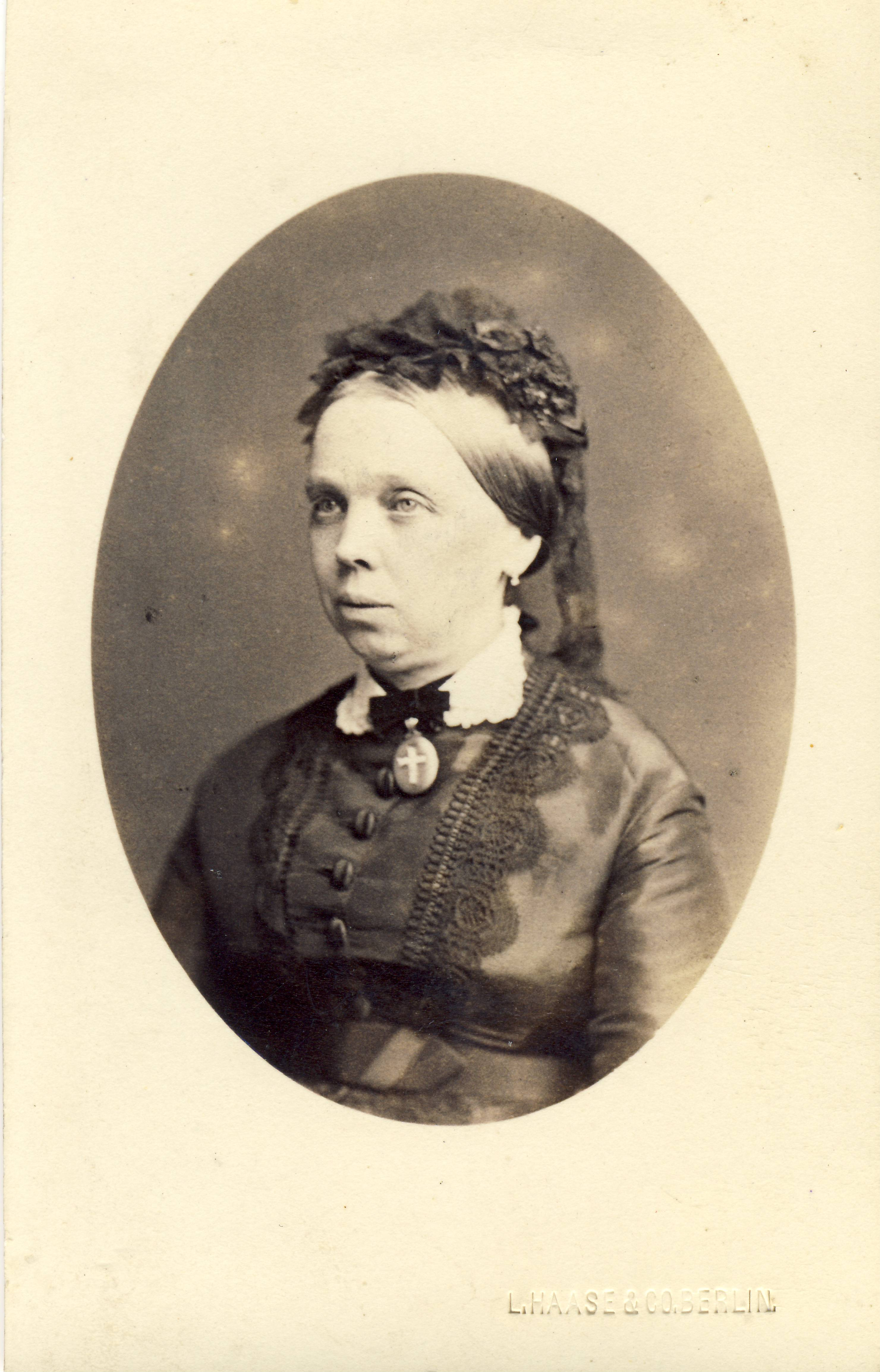
Мария Луиза Берг, супруга Артура Жирар де Сукантон

С 1872 по 1875 год Артур Жирар де Сукантон занимал пост первого председателя Биржевого комитета Биржевой ассоциации Ревеля. Кроме того, он был президентом Кредитной ассоциации собственников недвижимости в Ревеле.
В 1863 году Артур основал своё летнее имение Рокка-Аль-Маре в тогдашней деревне Ыйсмяэ, ныне пригород Таллина (Ревеля). Барон, будучи тонким ценителем архитектурного искусства, в 1882 году обставил своё имение средневековыми надгробными плитами, которые были перенесены из склепа Церкви святой Екатерины в Ревеле. При исполнении своего замысла он вдохновлялся Аппиевой дорогой, что ведёт к Риму. В 1964 году могильные плиты были помещены на своё прежнее место.
Начиная с 1872 года постоянно проживал в доме по адресу улица Вене, 29, построенном ещё в XIV веке в старом городе Таллина. Дом был одновременно жилым и также служил штаб-квартирой фирмы Томас Клейхиллс и сын. Впоследствии Артур приобрёл ещё ряд дорогих объектов недвижимости в Ревеле и в Эстляндии.

## Личная жизнь
Артур Жирар де Сукантон был женат на Мари Луизе Берг (Marie Luise Berg; 1821―1901), от которой у него было шестеро детей. Его старший сын, Иоганн Карл Этьен Жирар де Сукантон (1843―1910) вёл дела отца после его смерти, а с 1869 года до собственной смерти был почётным консулом Великобритании в Ревеле.